# Hå
Hå er en kommune i Rogaland fylke i Norge, og udgør den sydligste del af Jæren. Den grænser i nord til Klepp og Time, i øst til Bjerkreim og i syd til Eigersund.

## Historie
Hå blev oprettet som Hå formandskabsdistrikt i 1837, og blev til Hå kommune i 1853.
I 1894 forsvandt Hå kommune ud af historien for en periode. Den havde da 3.607 indbyggere og blev delt i to praktisk talt lige store kommuner: Nærbø og Varhaug.
Hå kommune genopstod i 1964 ved at kommunene Nærbø, Varhaug og Ogna blev slået sammen til én. Nutidens kommune dækker et areal på 254 km², og har 16.288 indbyggere (1. januar 2011).
Jernbanen blev anlagt gennem kommunen i 1870'erne.

## Geografi
Kommunen har en 40 km lang kystlinje. Hele strandzonen er del af Jærstrendene naturbeskyttelsesområde. Der er et rigt fugle- og planteliv i området. I øst stiger landskabet i bølger op til Høj-Jæren på 120 moh. med lyng- og højmoser.

## Erhverv
Det vigtigste erhverv i Hå er landbrug (50%). Landskabet er fladt landbrugsland, og der drives intensivt jordbrug med betydelig mælkeproduktion. Kommunen har også industriproduktion af jordbrugsredskaber, samt serviceerhverv.

## Attraktioner
Den største turistattraktion i kommunen er strandområderne med det rige fugle- og planteliv, strande og havbølger som bryder, høj himmel og et skiftende lys. Det er etableret en gangsti, som følger den gamle kongevej langs havet. Ved Varhaug lå der i 1200-tallet en kirke, der dog er borte i dag, men kirkegården ligger der endnu.
Ved udløbet af Håelven er der flere grave fra jernalderen, og der ligger også Hå gamle præstegård, som i dag benyttes til udstillinger.